# 小切爾尼吉夫卡
51°17′7″N 28°56′50″E / 51.28528°N 28.94722°E
小切爾尼吉夫卡（烏克蘭語：Мала Чернігівка），是烏克蘭北部的村莊，隸屬日托米爾州的科羅斯滕區。該村面積1.19平方公里，海拔高度137米，2001年人口275，人口密度每平方公里230.9人。